# 2 في الإسعاف (مسلسل)
2 في الإسعاف، مسلسل تلفزيوني كويتي أنتج وعرض بعام 2011 على قناة الراي، كتبه يوسف الجلاهمة وقام ببطولته أحمد العونان وأحمد السلمان وهبة الدري وناصر محمد وأخرجه مناف عبدال.
يحاكي المجتمع الخليجي وعدداً من القضايا الاجتماعية والاقتصادية والسياسية التي تشغله وذلك من خلال سير يومي لعربة الإسعاف والبلاغات التي تتقدم لها.

## الفنانون المشاركون

### بطولة
- ناصر محمد دور رجل الإسعاف مانع.
- أحمد العونان دور المسعف الثاني صالح.[2]
- أحمد السلمان دور أبو سعد مسؤول الإسعاف.
- هبة الدري بدور خطيبة صالح المسعف الثاني.
- شوق.
- أمل عباس.

### ضيوف الشرف
- غرور.
- حسين المنصور.
- جاسم النبهان.
- محمد جابر.
- جمال الردهان.
- شهاب حاجية.
- مي البلوشي.
- بلال الشامي.
- مشعل الجاسر.
- مسك.